# NGC 5249
NGC 5249 é uma galáxia lenticular (S0) localizada na direcção da constelação de Boötes. Possui uma declinação de +15° 58' 20" e uma ascensão recta de 13 horas, 37 minutos e 37,5 segundos.
A galáxia NGC 5249 foi descoberta em 21 de Março de 1784 por William Herschel.